# Jakub Březina
Jakub Březina (...) è un giocatore di football americano ceco, che gioca come runningback per i Prague Black Panthers.
Dopo aver giocato per le giovanili degli Ostrava Steelers, passa in prima squadra agli stessi Steelers, per poi firmare con i Prague Black Panthers nel 2024.

## Palmarès
- 1 Austrian Bowl (Prague Black Panthers: 2024)